# 反對逃犯條例修訂草案運動過程 (2019年3月至6月)
反對《逃犯條例》修訂草案運動從3月開始發展，並且至6月成為大規模抗議活動。
| 2019年          | 尚未開始 | 尚未開始 | 3月至6月 | 3月至6月 | 3月至6月 | 3月至6月 | 7月 | 8月 | 9月    | 10月   | 11月   | 12月 |
| 2020年          | 1月      | 2月至4月 | 2月至4月 | 2月至4月 | 5月      | 6月      | 7月 | 8月 | 9月    | 10月   | 11月   | 12月 |
| 2021年          | 1月      | 2月      | 3月      | 4月      | 5月      | 6月      | 7月 | 8月 | 9-11月 | 9-11月 | 9-11月 | 12月 |
| 2022年1月或以後 |          |          |          |          |          |          |     |     |        |        |        |      |

## 3月
2019年3月10日，民主派議員及民陣一行20多人，由西區警署遊行至中聯辦門外抗議。民陣同時呼籲市民，出席31日舉行的集會及遊行，由灣仔修頓球場遊行至公民廣場，向政府表達不滿。

2019年3月31日香港反對逃犯條例修訂草案遊行

3月15日，香港眾志於政府總部發起靜坐，要求撤回逃犯條例的修訂。
3月31日，民間人權陣線（簡稱民陣）發起第一次遊行，反對政府修訂《逃犯條例》。遊行隊伍由灣仔修頓球場出發，遊行至政府總部。主辦單位指有12,000人參與遊行，警方則表示最高峰時有5,200人。

## 4月

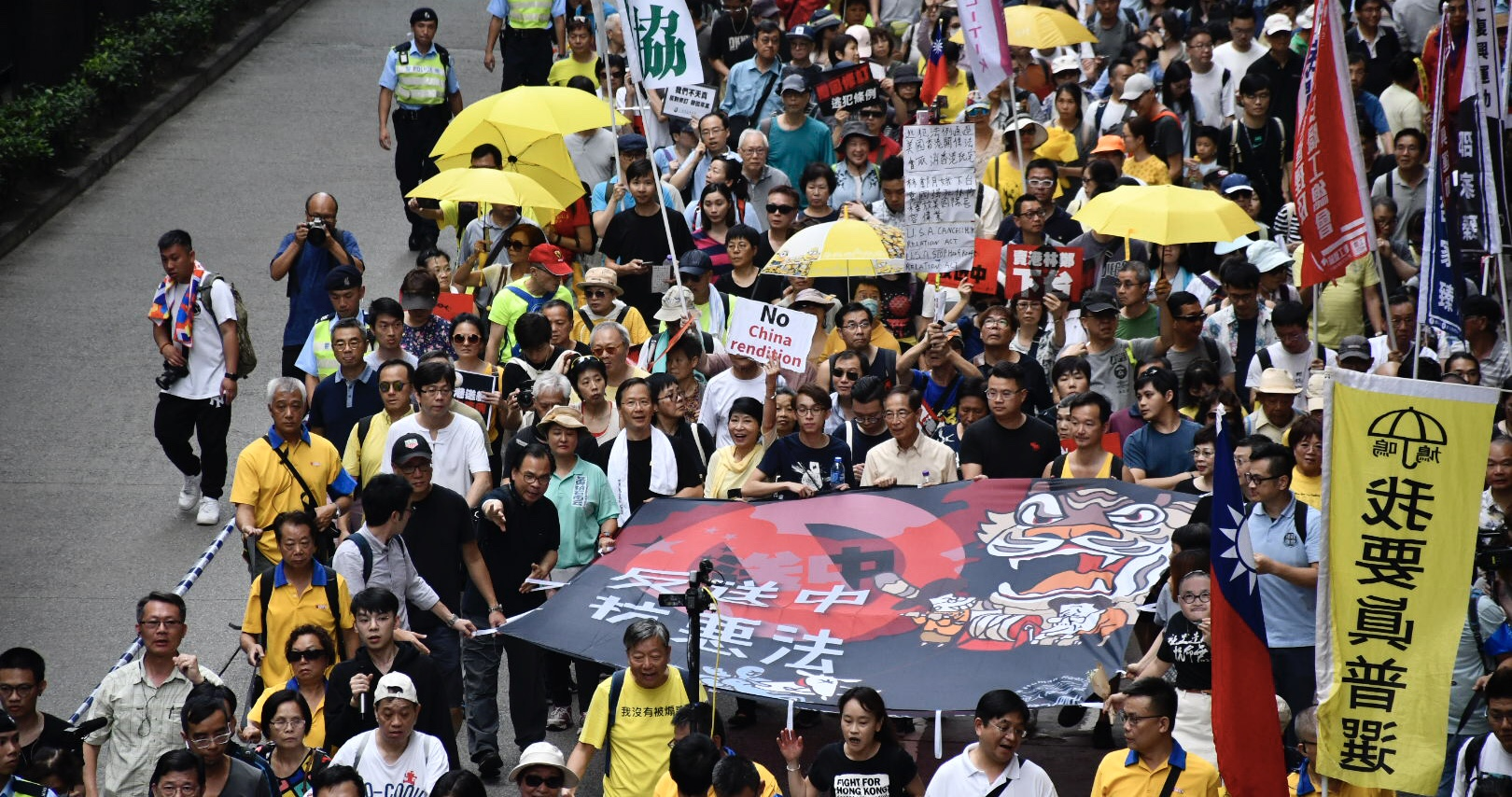
2019年4月28日香港反對逃犯條例修訂草案遊行

4月28日，民陣發起第二次遊行。遊行在3時40分起步，由於人數眾多，隊伍末端在6時才能夠由銅鑼灣東角道出發。這次遊行的參加人數大幅上升，民陣表示遊行有13萬人參加，警方則表示高峰時有22,800人。該次遊行是時任香港特別行政區行政長官林鄭月娥上任後人數最高的遊行。

## 5月
5月4日，民陣於立法會外的示威區舉行集會，約300人到場聲援民主派，有集會人士斥建制派如狼似虎，若通過修例港人將「冇好日子過」。民陣呼籲公眾下月出席六四燭光集會，繼續反對修例。
5月10日晚上8時，民陣在立法會外舉行集會，反對修訂《逃犯條例》，並聲援徹夜留守於立法會會議室的民主派議員，有約1,000人出席。
5月13日晚上，民陣及示威者再次通宵留守立法會外，現場有30名市民聲援民主派議員，一度與保安發生口角。
5月14日早上，學生組織「學生動源」召集人鍾翰林被指在立法會示威區外損壞一支中國國旗。鍾翰林在5月22日被拘捕，其後被控一項「刑事毀壞罪」。 審訊期間，控方改控一項「侮辱國旗」罪，並加控一項「非法集結」罪。鍾翰林最終被判罪成，監禁四個月。
民陣於5月宣布，將於6月9日舉行第三次反對逃犯條例修訂草案的遊行。香港本土成員、立法會議員毛孟靜期望是次遊行能有多於三十萬人參與。

## 6月

### 2日
6月2日，港加聯會長馮玉蘭表示，全球6個國家約13個城巿的公民社會團體，已表明6月9日將在當地發起「全球反送中遊行集會」，以示反對修例。

### 4日
2019年6月4日，表示將參與「全球反送中遊行集會」的海外城市超越17個。東京成為香港以外，首個有香港人宣告將舉辦「全球反送中遊行集會」的亞洲城市。

### 6日
法律界在傍晚發起黑衣遊行，逾2500名法律界人士出席遊行，反對港府修訂《逃犯條例》。

### 7日
凌晨3時30分，軍器廠街警察總部外一部警車被投擲汽油彈，車身及地面被熏黑，無人受傷。警方嚴厲譴責，稱必定會嚴肅跟進，絕不姑息針對警方的挑釁行為。
下午近4時，警方接報跑馬地警署門外有一宗縱火案，暫未有人受傷。跑馬地警署門外地上有一片熏黑，有被火燒過痕迹，地上遺有玻璃碎，懷疑是汽油彈襲擊。
警方當日拘捕4人，懷疑與兩件事件有關，其中一人有黑社會背景，為25歲男子莊鑫淼。

### 8日
工學同行聯同社工學聯發起遊行，20多名成員身穿囚衣，以鐵鏈纏手，並背着罪狀的紙牌，寫上「學生支援工人罷工」會被控「聲援不法工潮」等，象徵通過修例後，擔心有「莫須有」罪名，由西區中聯辦遊行至銅鑼灣，呼籲港人關注修訂《逃犯條例》。

### 9日
2019年6月9日，民間人權陣線第三次發起遊行，目的同樣是反對修訂逃犯條例。由於遊行隊伍原定下午3時於維園出發，但被警方要求提早出發，最後遊行隊伍提早於下午2時20分出發，並於當晚10時結束。民陣宣布遊行有103萬人參加，警方則宣稱高峰時有24萬人，惟民陣所指的遊行人數被建制派和親共派人士批評「誇大數」、「無乜用腦（無甚用腦）」，中共中央机关报旗下环球时报更加批評示威者勾結西方。對此美國之音批評，中國官媒是刻意避談或淡化香港主權移交以來最大規模的百萬人遊行抗議，且只強調親共組織所稱的「70萬人」支持者，並特意引用香港警方明顯偏低的大遊行「24萬」估計人數。
當晚11時，特區政府宣佈6月12日如期二讀草案，其後，有示威者與警方在立法會綜合大樓、龍和道、告士打道一帶發生衝突，一名警察被襲擊至血流披面。
當天全球有12個國家，29個城市舉行反送中集會聲援香港，包括美國紐約、三藩市、洛杉磯、華盛頓、芝加哥、加拿大温哥華、多倫多、渥太華、英國倫敦、澳洲坎培拉、墨爾本、悉尼、德國柏林、日本東京、中華民國台北、法國巴黎、丹麥哥本哈根等。其中在澳洲悉尼有多達2,000人參加集會聲援。

### 10日
由香港基督教教牧聯署籌委會、教牧關懷團及基督徒社關團契發起的72小時祈禱行動，包括一連三晚、於政府總部外舉行的晚禱會，呼籲港府及建制派議員「臨陣轉軚」、甚至辭職，有份籌備的牧師稱，6月10日約有400人參與。

### 11日
下午3時許，多名身穿白衣的中學生在大埔超級城元氣壽司門外擺放街站自發收集物資時，突然有警員到場，認為他們支援「非法活動」，並稱有權即場拘捕學生。到下午5時許，另一批警員到場後，更要求學生出示身分證紀錄。而警員其後一直留在商場2樓監視學生舉動。當地區議員區鎮樺的議員助理從網上群組知悉事件後，立即到場了解情況。助理雖嘗試拍攝警員調查過程，但被警員阻止。區鎮樺認為警方在公眾地方阻止拍攝的行為明顯濫權。
晚上7時至8時，市民計劃晚上到金鐘添馬公園聚集。大批警員在港鐵金鐘站搜查市民的背包和身份證，被搜查的年輕人列隊站在大堂的牆邊，而且檢查完畢後不准他們離開。有市民看不過眼上前拍攝亦被警員兇惡斥罵，並與警員發生口角。消息指被截查的人只是等候朋友到政總祈禱會的基督徒。鄺俊宇在直播中指出，警方看有人穿著白色和黑色衣服便會搜身，他批評警方過度使用權力，累及普通路過的市民。
其後泛民主派立法會議員鄺俊宇、朱凱廸、譚文豪、林卓廷和楊岳橋等人到金鐘站監察警方行動，大批市民亦批評警方行為「製造白色恐怖」，要求警方收隊和道歉。另一方面，海富中心麥當勞內亦有多名警員搜查市民。

警方網絡安全及科技罪案調查科經深入調查後，晚上於新界區拘捕一名22歲男子，他是「【公海總谷】611二讀求助、討論、情報交流區」一名管理員，涉嫌「串謀公眾妨擾罪」。他已獲准保釋候查，須於九月上旬向警方報到。

### 12日

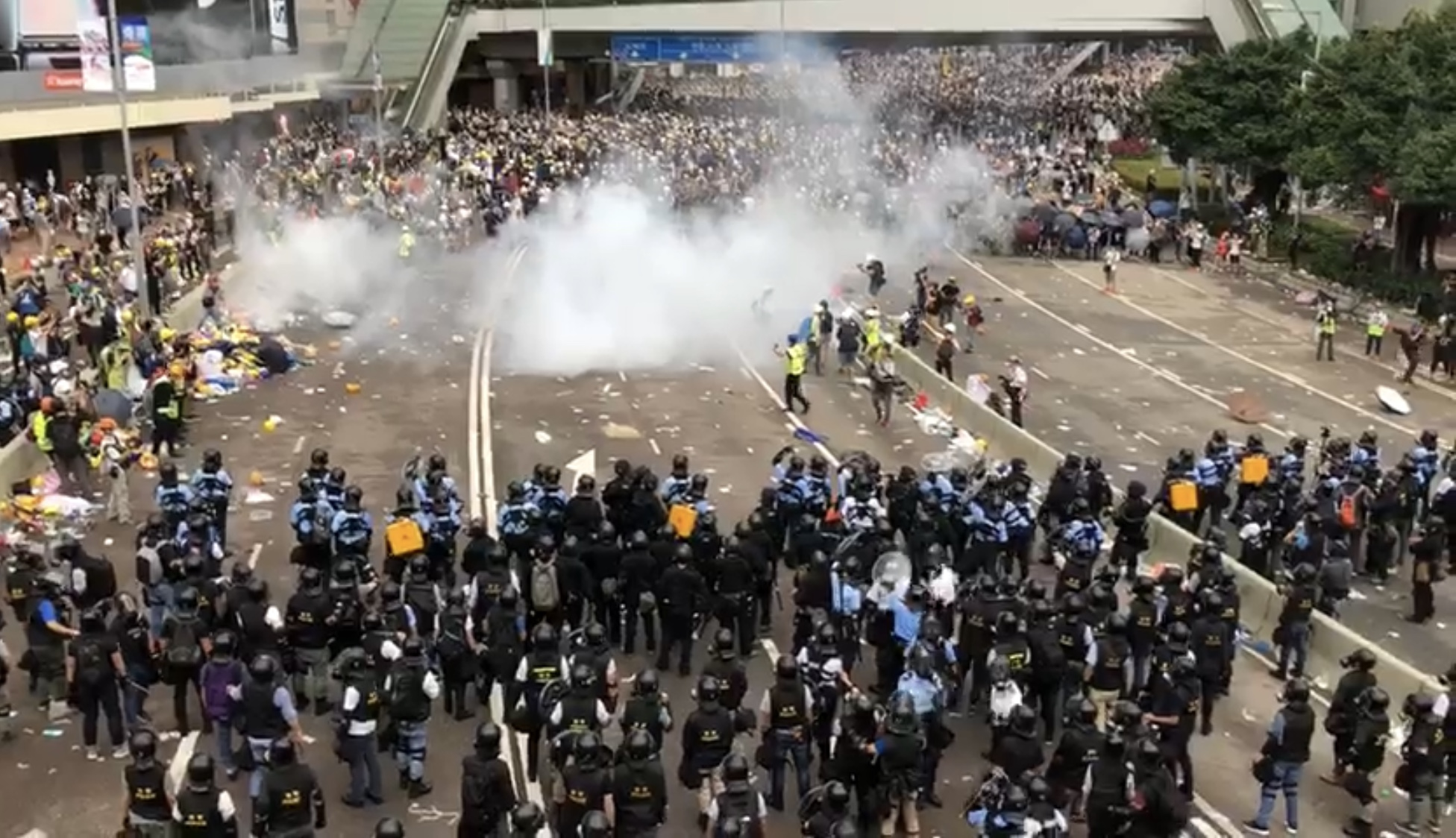
6月12日，大量市民衝出夏慤道和龍和道集會。警察發射約250枚催淚彈和20發布袋鉛彈、數發橡膠子彈鎮壓，逾80人受傷

6月12日早上約八時，大量原先於香港島金鐘添馬公園一帶集會的市民，突然衝出夏慤道與龍和道，以阻止香港立法會二讀草案。市民在下午三時左右進攻立法會，有人向警察投擲磚頭及鐵枝，警察發射布袋鉛彈鎮壓，80人受傷，兩人頭部中槍，另外有一名香港電台外判司機懷疑因被催淚彈擊中，頭部受傷，一度心臟停頓20秒，後來情況穩定。警方在警民衝突中拘捕最少11人，並在醫院派出便衣警察搜捕正接受治療的受傷示威者，警方在醫院拘捕示威者的做法引起醫學界強烈不滿，多個醫學界組織共同發表聯合聲明，批評警方妨礙醫護人員工作，延誤傷病者求診及治療，破壞醫患之間的信任，令受傷的病患害怕求診及加重傷勢。
香港藝術家工會於6月10日發起12日罷工，獲多個民間團體立即響應。工會11日下午再發公開信予十九個受資助藝文機構及團體，聯署呼籲響應6月12日閉館／停運一日。

### 13日
6月13日早上上班時間期間，港鐵觀塘綫調景嶺站和觀塘站有網民響應不合作運動。早上約7時52分，調景嶺站內的月台約有30人聚集，其間有人高叫口號。亦有市民在列車到站時，將腳部卡月台空隙，之後有場警員將其中該名男子被拉至月台較後位置時，引起市民起哄高叫「放人」和「叫救護車」。案件列作雜項處理。而港鐵表示觀塘綫需額外行車時間，到9時40分列車服務逐步恢復正常。

### 14日

#### 「母親」論
於6月12日的衝突後，無綫電視於傍晚播出林鄭月娥的專訪。期間，她以媽媽無法縱容兒子吵鬧的任性行為比喻示威浪潮，並對佔領金鐘的年輕人感到憂心。此「母親論」引起社會反彈，一群香港的媽媽因而發起聯署，表明一個媽媽並不會以具有殺傷力的武器攻擊自己的孩子，也不會看到年輕人在警棍下血流披面仍無動於衷。該聯署在發起16小時後，已有三萬人簽署。
其後，她們再於6月14日在中環遮打花園舉行「香港媽媽反送中集氣大會」反對修例。她們表示自己不願做天安門母親，不願在子女被殺後才站出來發聲。她們亦指女人要自強，要每天都出來示威直到撤回修訂《逃犯條例》。主辦單位估計該集會最少6000人出席，而警方則稱最高峰人數約為980人。集會上，遮打花園堆滿人潮，不少媽媽身穿黑衣，手持標語，包括「為母則強」、「停止白色恐怖」等。席間，立法會前任議員余若薇、何秀蘭、李卓人及前監警會委員方敏生都有出席。在6月12日的衝突發生時，一名媽媽（陸錦城女士）在警察防線前聲嘶力竭地哀求警察能放過一眾參與示威的年輕人，但數分鐘後卻被警方對準面部噴灑胡椒噴霧（相關影片（页面存档备份，存于））。該影片引起市民極大迴響，在集會當晚時，陸女士亦上台向參加者表達自己的心聲。

#### 「收成期」論
當日立法會財委會開會約一小時後結束，主席陳健波在會後批評反對《逃犯條例》修訂的人破壞香港穩定。陳並指出「最唔忿氣係我，咁辛苦儲了咁多年錢，好努力才有今時今日比較安穩的生活，我嫖、賭、飲、蕩、吹都唔啱嘅，好基本的生活就得，你點解要破壞我生活？依加我收成期吖嘛。」
此言論引起民主派的不滿。區諾軒指有說唱歌手以陳健波的「收成期論」製作歌曲，反問陳健波如何不會破壞他的收成期，陳健波則指「段片拍得非常好」，令更多年輕人知道誰是陳健波，希望網民能廣傳。

### 15日

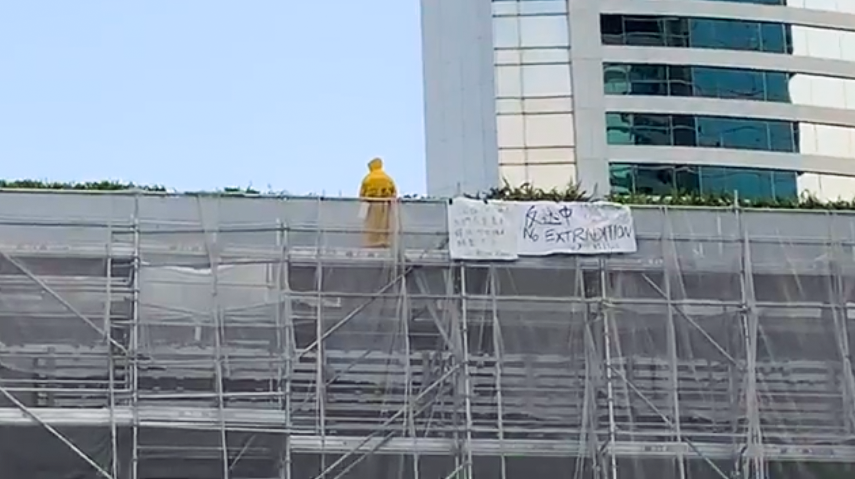
6月15日，身穿黃色雨衣的梁凌杰在太古廣場高位危站五小時，最終墮樓搶救後證實不治

#### 機場默站示威
6月15日，有網民在赤鱲角機場發起「行下坐下接下機」（走一下坐一下接一下機）活動。約十多名市民於機場接機大堂默站示威，有示威者以默站方式向旅客展示反送中的相關報章報道，旨在讓旅客得悉香港現況。

#### 人道支援基金
6月15日，由藝人何韻詩、學者許寶強、立法會前議員吳靄儀及何秀蘭臨時成立的「反送中受傷被捕者人道支援基金」，支援所有因參與反對修訂逃犯條例示威而受傷及被捕的人士。
7月6日，基金正式命名為「612 人道支援基金」。基金支援對象不限於6月12日當日的參與者，而是包括所有反送中運動中受傷、被捕、很可能被捕或相關人士。

### 16日

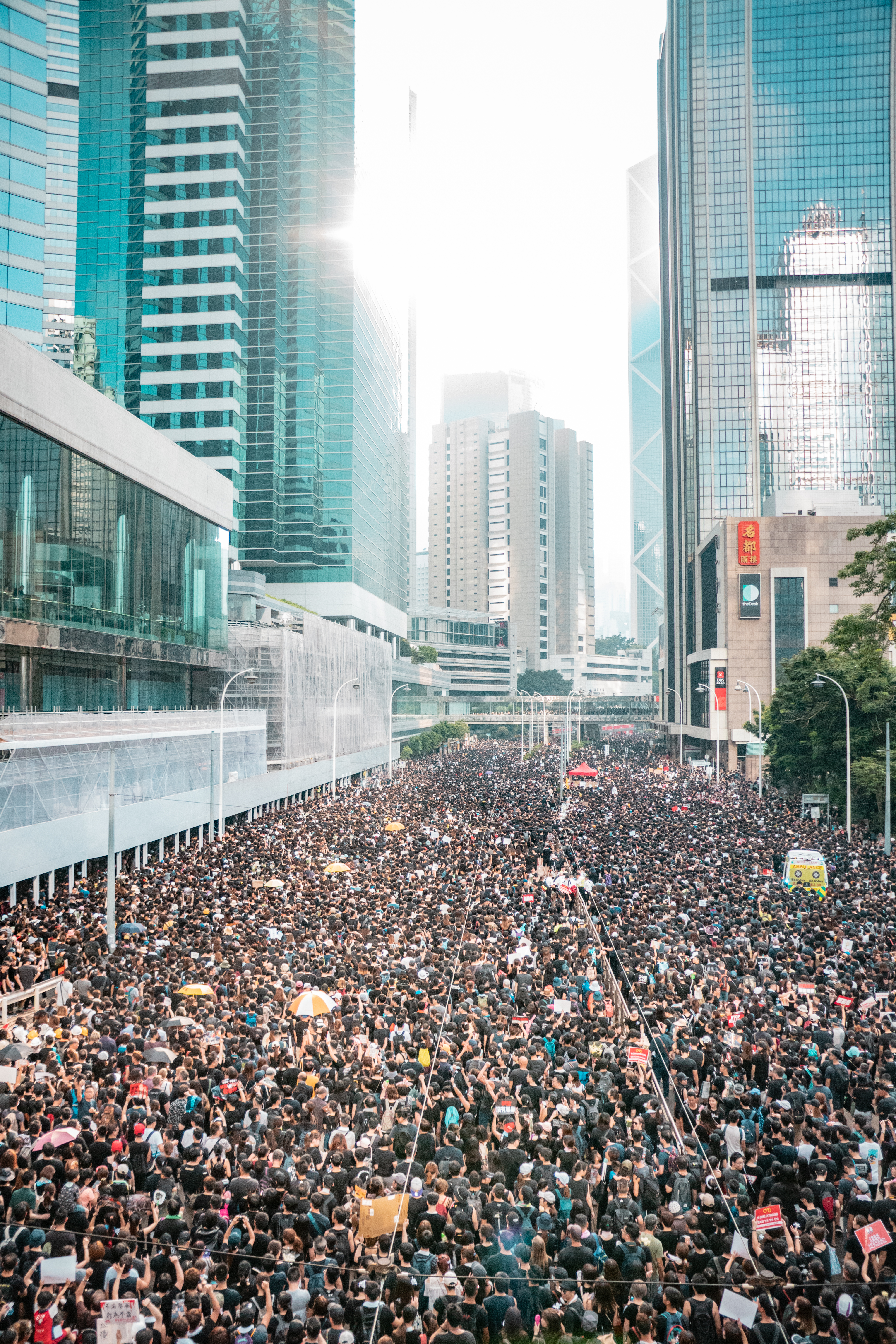
6月16日的遊行，民陣表示有200萬加1人參與，創下香港最多人遊行的紀錄

6月13日，民間人權陣線宣布於16日再舉辦大遊行，要求政府撤回修訂《逃犯條例》，釋放所有示威者。最終民陣表示有200萬加1人參與示威，創下香港最多人遊行的紀錄，警方僅表示最高峰在原定路線有33.8萬人。
當晚遊行時，因示威者人數眾多變相佔領夏慤道，並有示威者通宵留守，直至翌日早上和平散去。

### 17日
6月14日，香港職工會聯盟呼籲全港17日罷市、罷工，並參與該遊行。八間大專院校的學生代表亦呼籲同日舉行罷課。

### 20日
6月20日下午2點至5點，文化監暴、絕食明志、傘下爸媽等團體發起「林鄭，不准殺害年輕人」行動，到行政長官辦公室外集會，要求林鄭回應民間五大訴求。集會約有20人參加。

### 21日

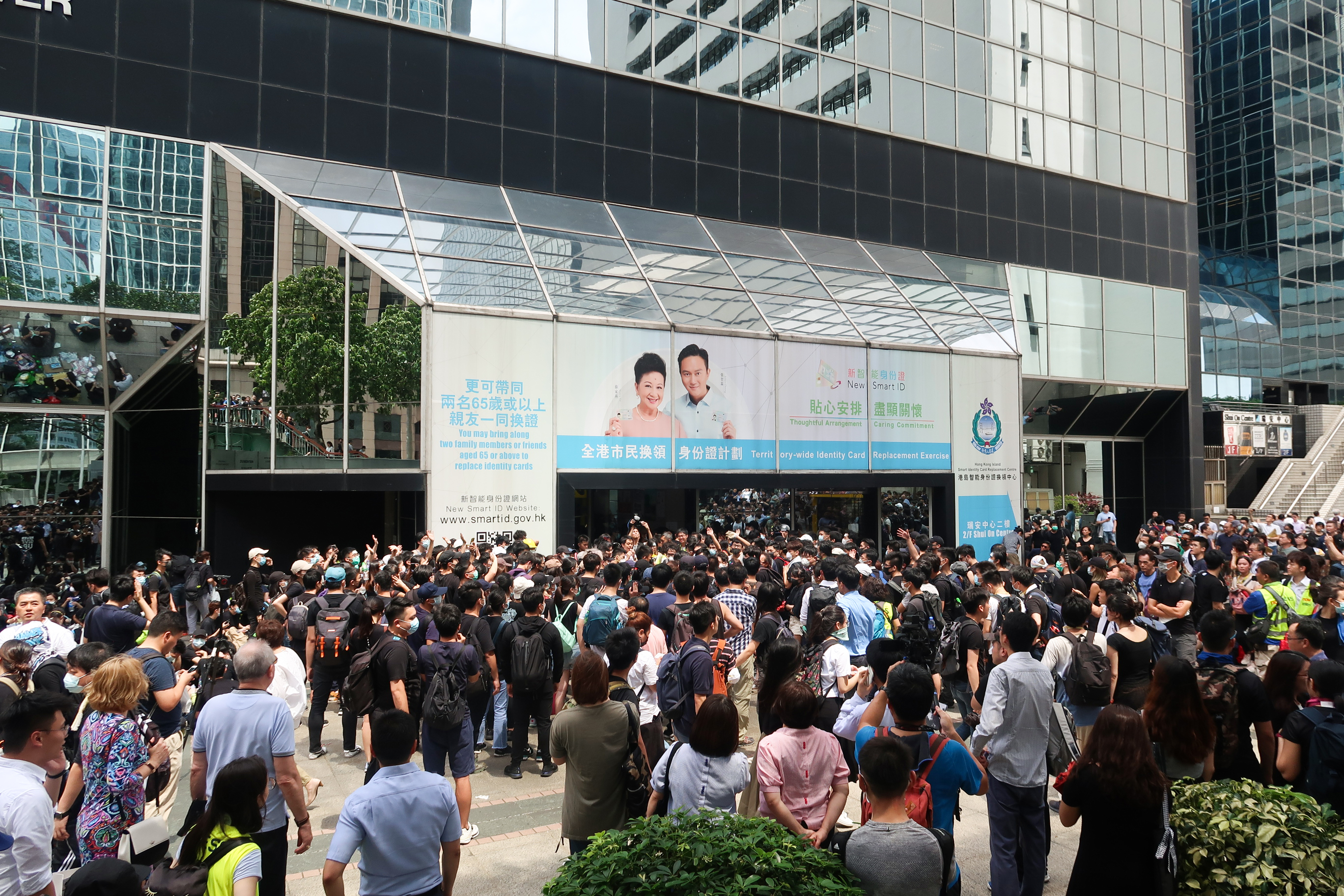
6月21日和6月24日，網上號召市民到灣仔稅務大樓聚集，並堵塞大樓的出入口

特區政府在6月20日下午5時前，仍未有回應民間與大專學界回應4大訴求（撤回《逃犯條例》修訂、收回6.12暴動定性、撤銷被捕市民檢控和追究警察濫用暴力）。因此民間與大專學界宣佈將行動升級，包括號召早上7時在金鐘包圍政府總部、行政長官辦公室、禮賓府、灣仔香港警察總部、以至進行罷工罷市罷課、不合作運動及堵路等。到晚上，行政長官辦公室回應稱，行政長官在6月18日已向市民致歉和回應其他相關的事宜，希望市民明白及理解。而政府宣布政府總部暫停開放。

### 24日
在6月24日，多個Telegram群組及連登討論區召集市民10時半在金鐘政府總部外集合，在上午11時行動。到中午時分，大約100名示威者由政府總部前往灣仔稅務大樓；到12時半進入稅務大樓地下大堂範圍聚集，阻止市民進入大樓。到下午2時39分示威者離開後，到入境事務大樓進行約一小時半不合作運動，稅務大樓大堂重新開放行動在下午4時結束後，示威者返回立法會示威區檢討。由于包围行动影响到前往办事的市民，示威者于翌日返回稅務大樓向市民派发传单，表达歉意。

### 26日

#### G20 Free Hong Kong集會及領事館請願

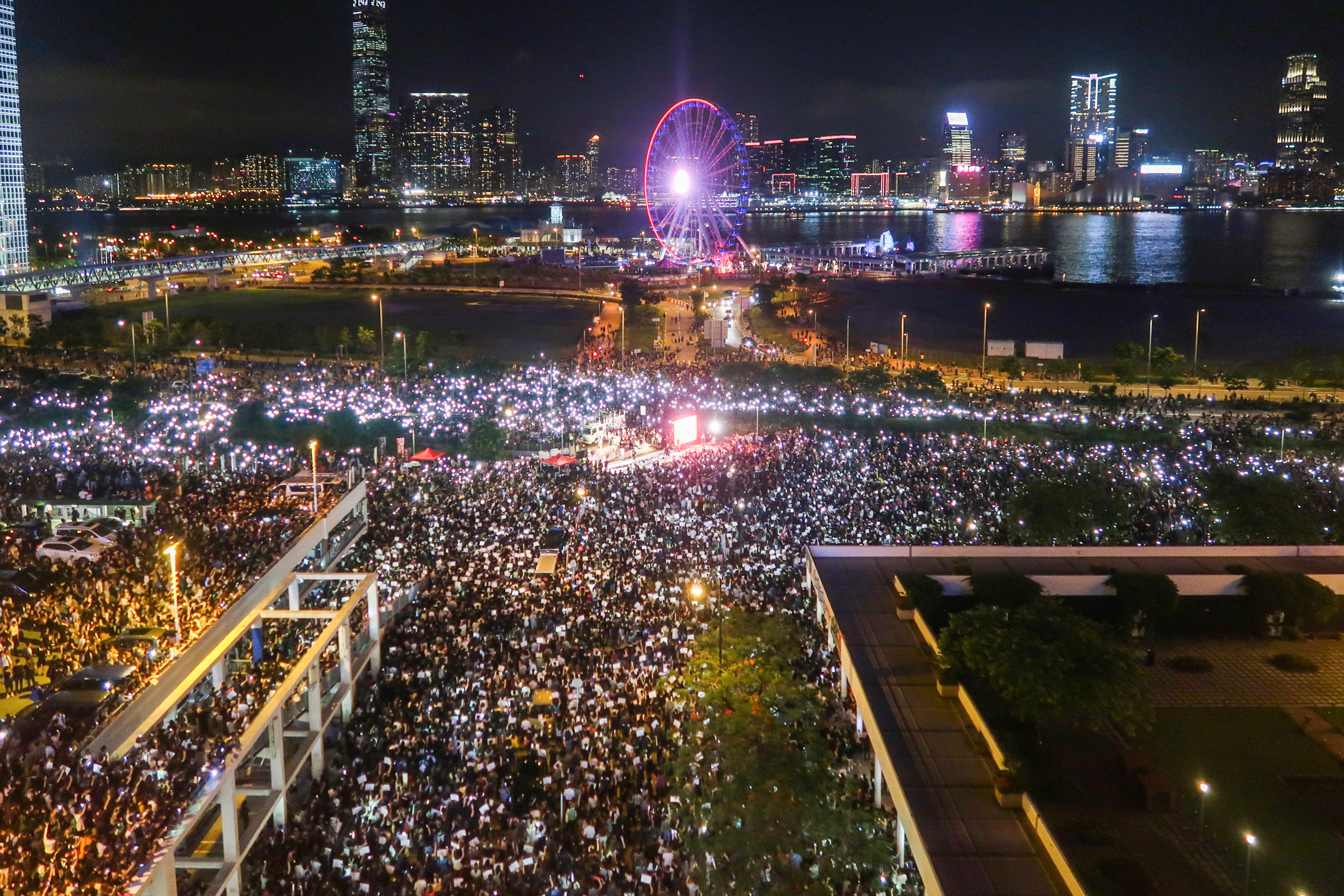
6月26日晚8時，民阵在中環爱丁堡广场举行G20 Free Hong Kong集會，人群擠滿到附近的康樂廣場，以至香港大會堂對出的龍和道東西行車線。

民間人權陣線6月24日星期一上午11点在立法会示威区举行记者会，宣布于在6月26日星期三，即2019年二十国集团峰会前集会，呼吁国际社会关注香港局势。召集人岑子杰表示：「我们要告诉全世界，我们香港人堅持民主、自由、人权、法制此等价值。」重申五大诉求：要求政府承諾不检控示威者、為暴動宣稱道歉、普選林郑繼任人、追究警察鎮壓責任、撤回逃犯条例，其中包括成立独立的调查委员会。
6月26日上午9时，1500名網民響應Telegram號召，馬拉松式到19個駐港總領事館及辦事處馬拉松式請願。示威者先在港岛中环遮打花園请愿集会，在4小時內前往19个二十国集团峰会与会国驻港领事馆请愿。示威者先到美國、歐盟及英國的駐港領事館及辦事處交請願信，其後兵分三路前往其他領事館，敦促此等国家之領袖在大阪峰会上向中华人民共和国政府施压。俄羅斯、印尼和印度3國未都有派員接信，除南非駐港總領事外，所有領事館並沒有作出回應。
同日晚上8時，民阵在中環爱丁堡广场举行G20 Free Hong Kong集會，並且以英語、西班牙語、日語等多國語言呼籲各國領袖關注香港情况。集會估計至少有1萬人參加，人群擠滿廣場和附近的康樂廣場，以至香港大會堂對出的龍和道東西行車線。

#### 6·26 包圍警總 警方凌晨清場
到晚上10時民阵集會結束後，逾千名示威者前往灣仔警察總部進行「和平包圍行動」，並作通宵留守。示威者多次高呼「黑警可恥」及「釋放盧偉聰」等口號，有部分人士到場後用鐵馬堵塞側門、投雞蛋、在外牆塗鴉、並掛上「釋放義士」直幅、拆去警察總部招牌字樣、用噴漆遮蓋閉路電視和閃光對著用攝影機拍攝的警員。泛民主派立法會議員郭家麒、楊岳橋、譚文豪以及民主黨許智峰均有到場。
到凌晨近3時半，大批持盾的防暴警察突然清場和驅趕示威者，同時清拆在警總外的障礙物。到凌晨5時，60名示威者在修頓球場附近被警方包圍，並逼到牆邊摘名、檢查隨身物品和搜身。過程中「佔中輔警」楊逸朗因涉襲警被捕。警務處長盧偉聰嚴厲譴責示威者「採取暴力衝突行動」，表明警方採取容忍態度，並呼籲市民「不要將政治仇恨放在警隊」。

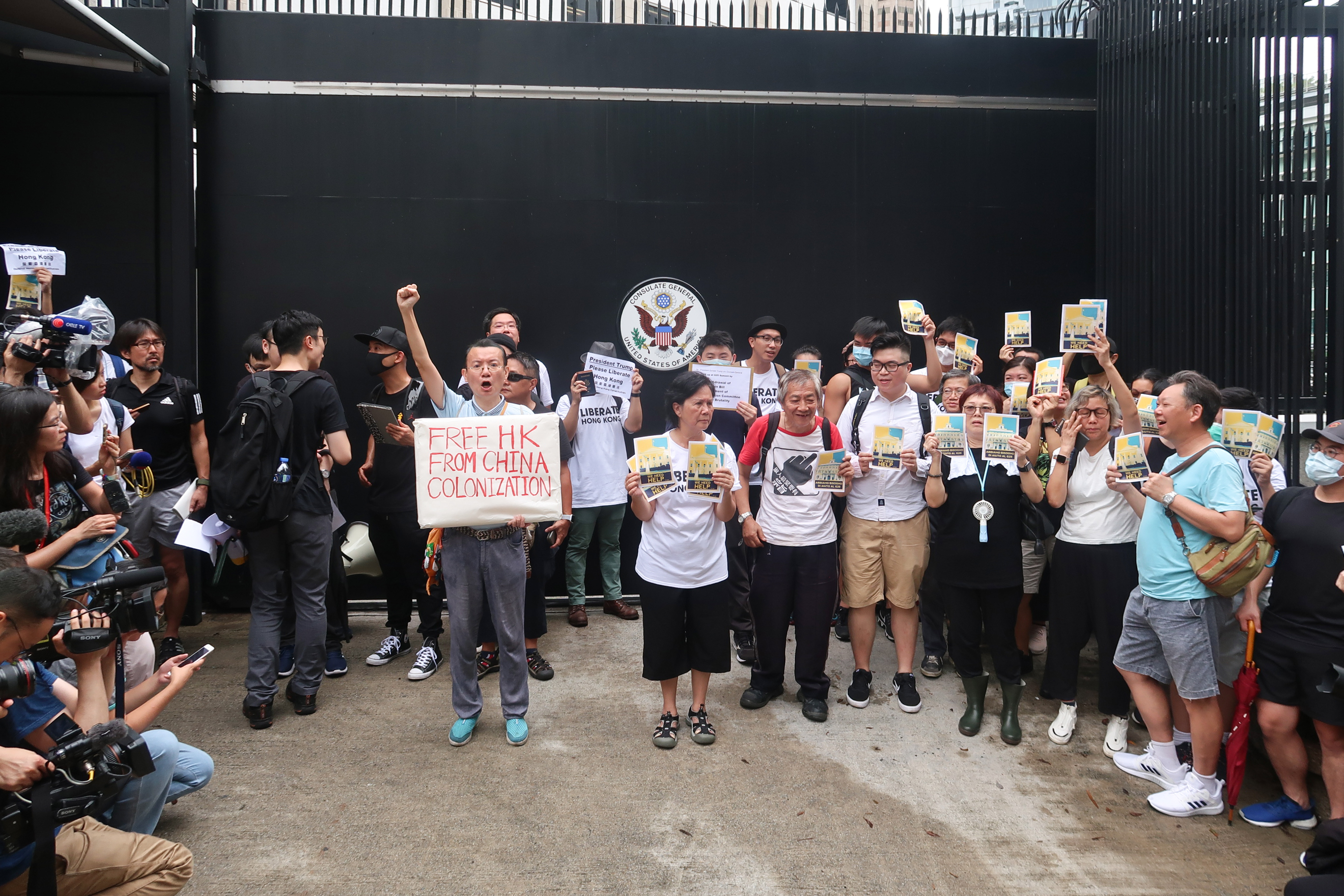
遊行人士抵達美國駐港總領事館後，高呼自由香港等口號
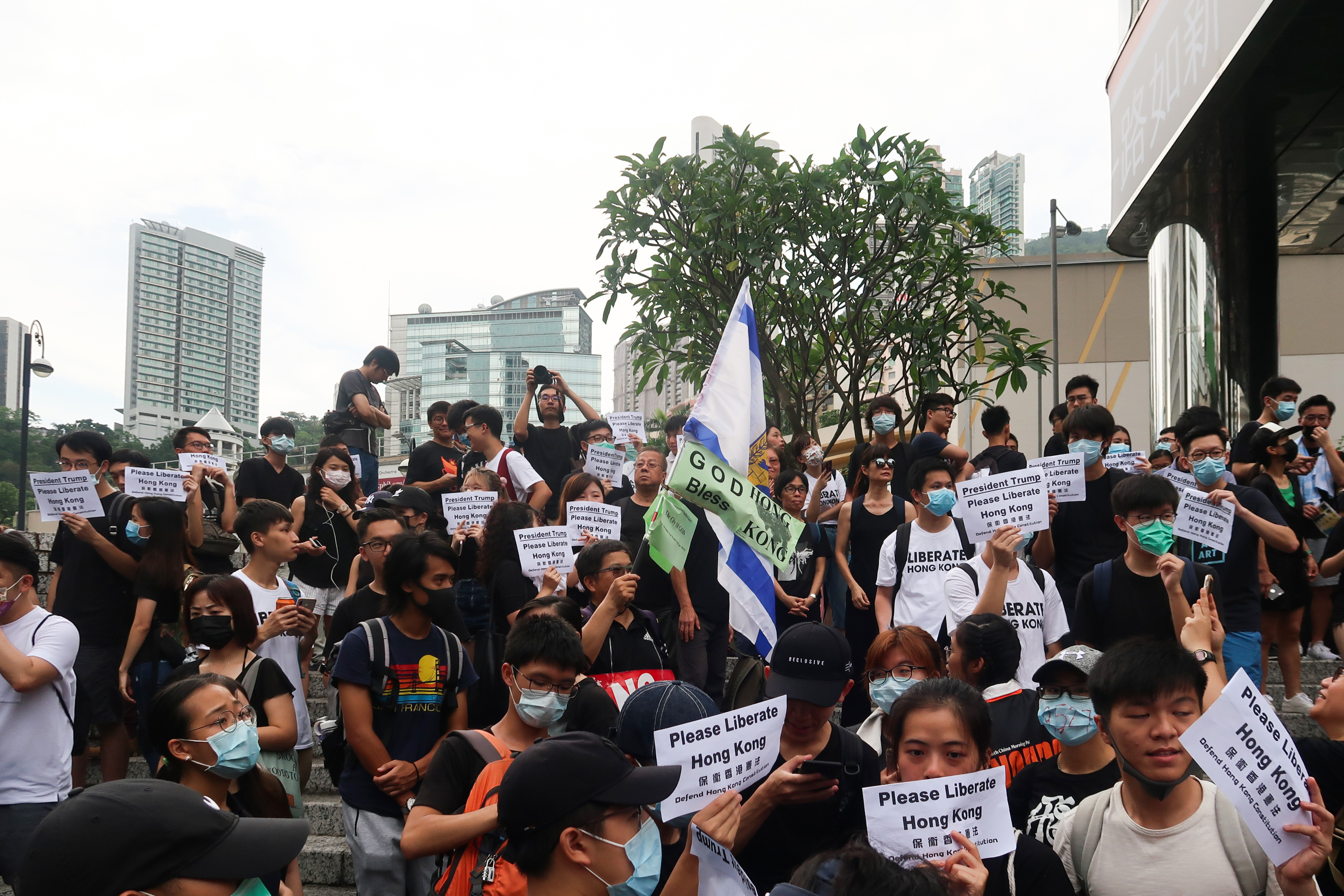
示威者高舉「Defend Sovereignty of Hong Kong」、「Please liberate Hong Kong 保衛香港憲法」的標語
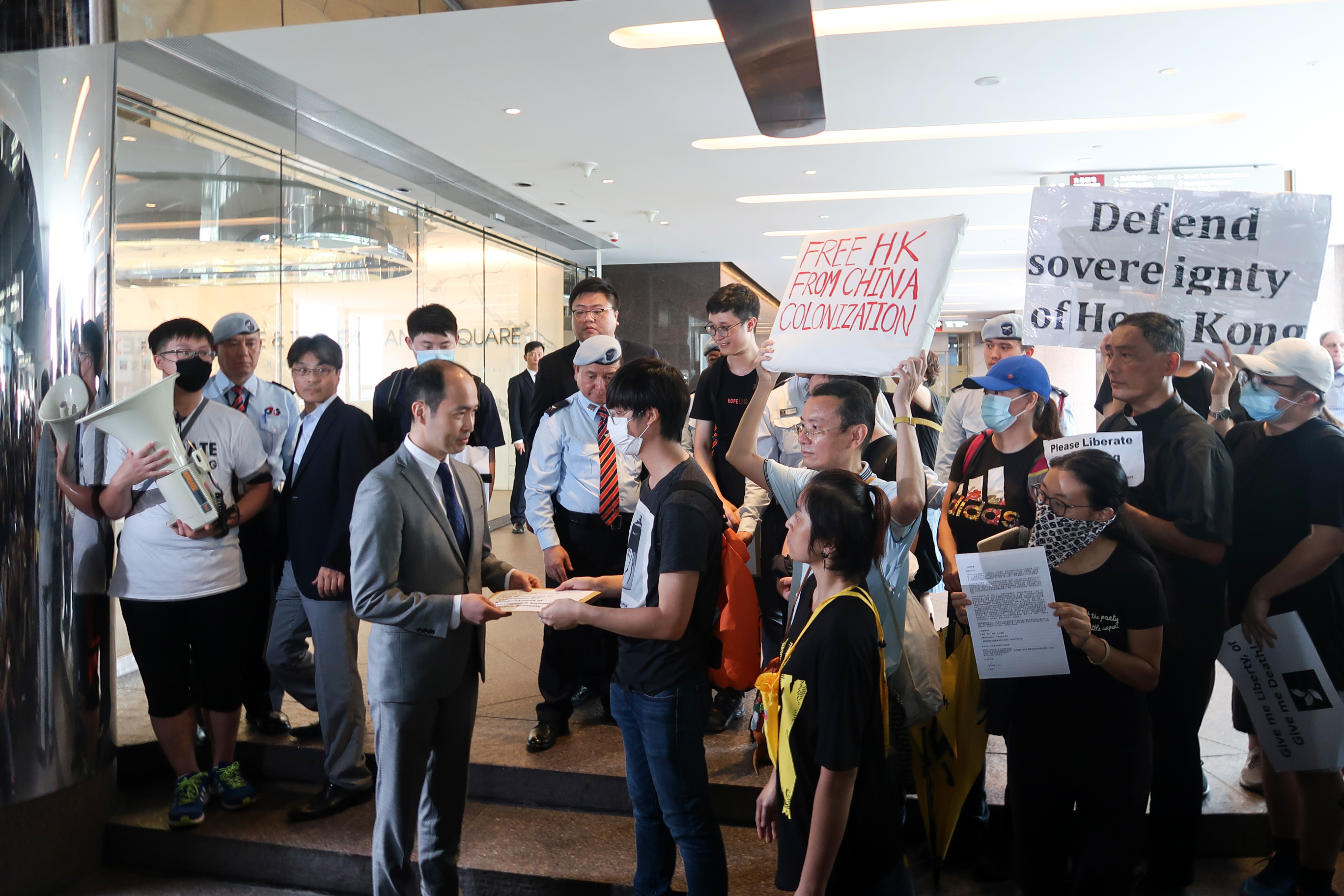
部分參與者到日本領事館請願，領事館派出廣報文化部部長阿部佳裕（Yoshi Abe）接收請願信
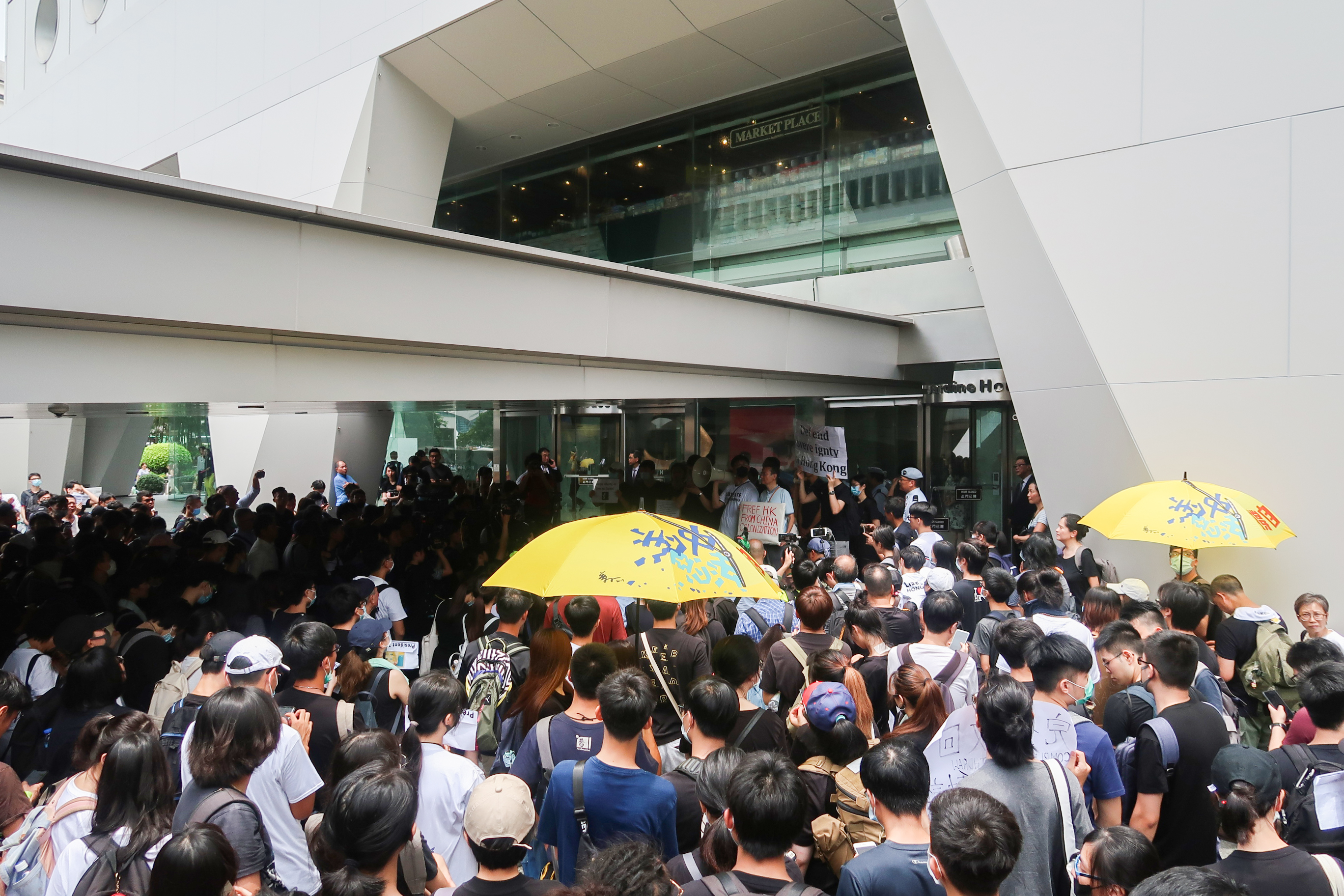
遊行人士在位於怡和大廈的阿根廷駐港總領事館外聚集
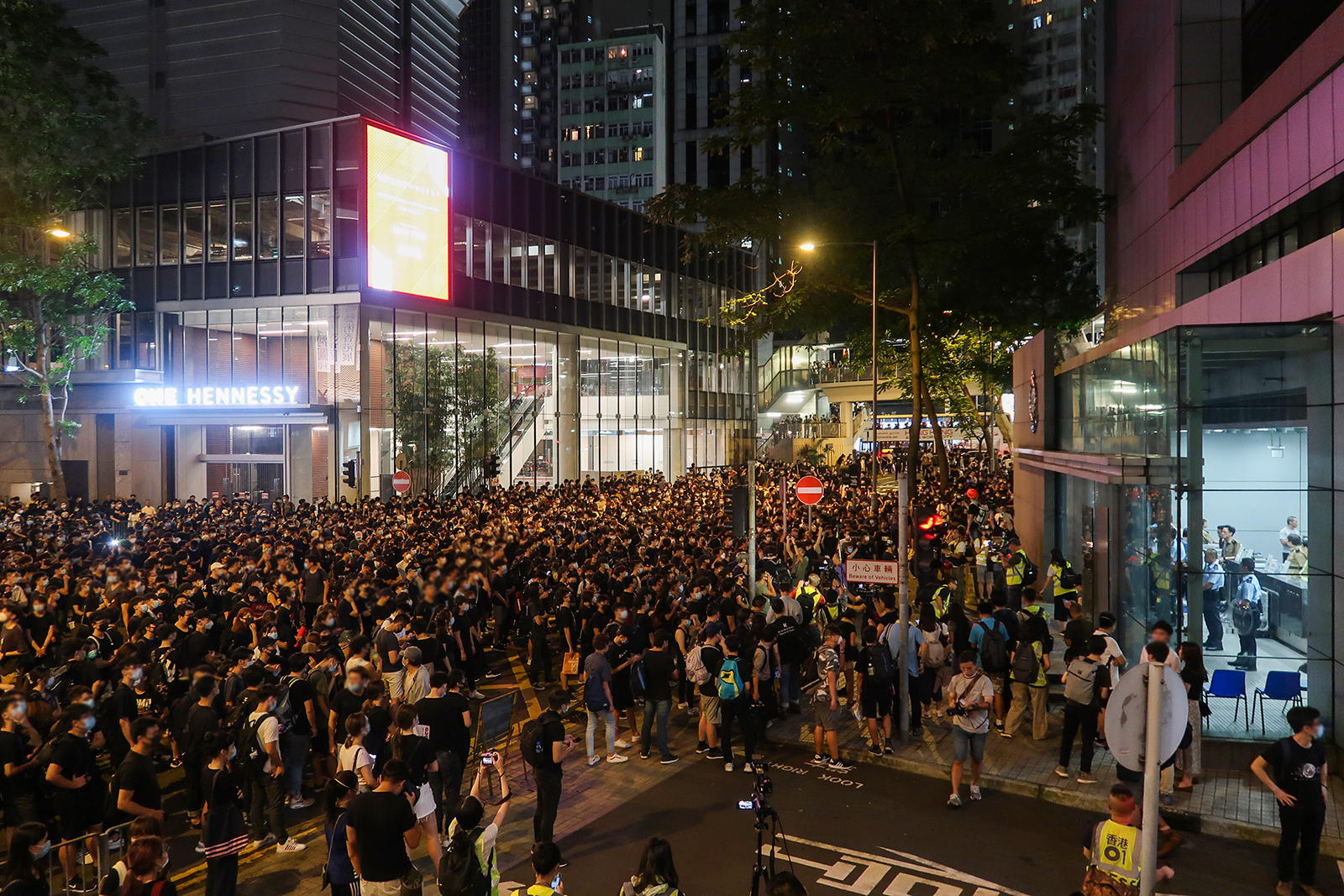
到晚上10時民阵集會結束後，示威者響應號召，前往灣仔警察總部進行「和平包圍行動」

事後，一名案發時26歲的地盤工人涉追打一名便衣警員，並令其口中痱滋爆裂，被區院法官郭啟安裁定暴動，普通襲擊和不依期歸押罪罪成，判監4年。其後被告提出上訴亦被駁回。判辭指當晚的非法集結目的是針對警方和癱瘓警方運作，形容「在群情洶湧下已無多少守法意識可言」，並指出上訴方行使公民拘捕權而出手，實在格格不入，毫無根據。另外，一名26歲地盤工被指塗鴉警總外的閉路電視鏡頭及警徽，在2019年8月29日被捕。事隔近3年，到2022年6月被控一項刑事損壞罪，被告在9月14日周三在東區裁判法院認罪。而裁判官溫紹明批准控方就案件申請賠償令，被告須在7天內賠償3,650元。裁判官亦批評控方為何在案情簡單下，事隔近3年才起訴他。控方稱目前沒有資料。而辯方押後求情，以索取背景報告及收集求情信。到9月28日，裁判官溫紹明指罪行性質和案情嚴重，判處即時監禁是難以避免，考慮控方有明顯延誤檢控近3年，被告的更新計劃毫無疑問受到影響，最後被判監禁2個月。

### 27日

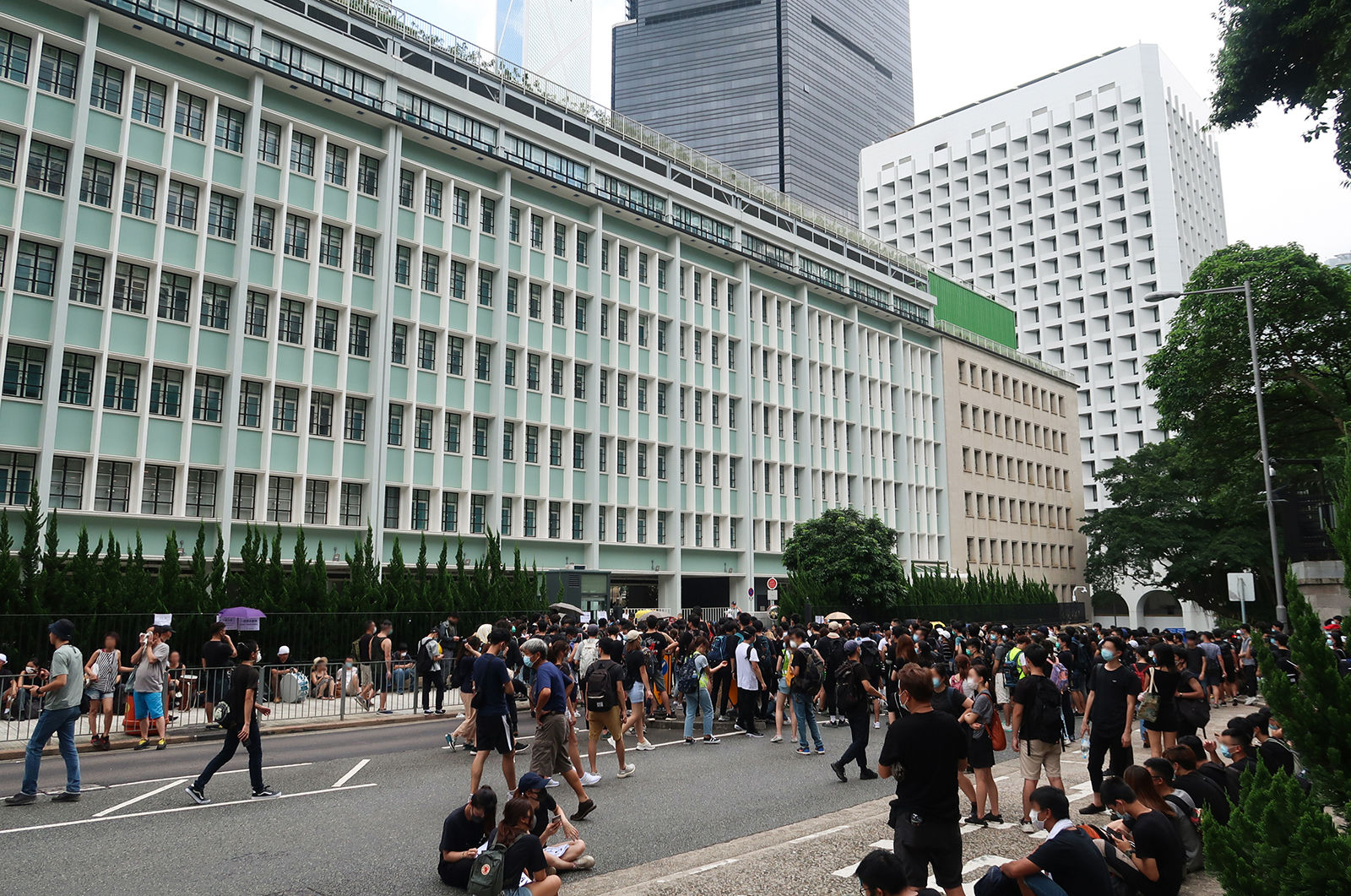
示威者在律政中心外留守

網民號召市民早上10時到中環律政中心「觀賞建築風格」，呼籲鄭若驊停止拘捕示威者。香港眾志成員黃之鋒、周庭、羅冠聰等亦有參與。不過部分示威者由花園道前往律政中心期間，被警方截查。到中午12時半，有示威者嘗試從律政中心中座轉到正門入口圍堵，警員警告示威者衝擊警方防線，並一度展示黃旗，引發雙方起哄。警方將防線移後，示威者停在防線位置，並在多個出入口架設水馬。到下午，律政中心職員陸續離開，而現場有約300名示威者坐在上亞厘畢道留守。鄭若驊原定晚上6時到金鐘香港JW萬豪酒店出席加拿大國慶宴會，但最後未能出席，場內不少嘉賓即時歡呼鼓掌。
到晚上8時，正訪港出席論壇的2017年諾貝爾和平獎得主「國際廢除核武器運動」的創會會長Rebecca Johnson現身，為示威者打氣。她表示香港反送中惡法示威並不是暴動，而政府使用淚彈及橡膠子彈清場是不可接受。同時批評英國當年未有運用權力為港人爭取人權及投票權。到晚上10時45分，200示威者離開律政中心，往蘭桂坊向外國遊客宣傳反修例。鄭若驊於晚上11時09分乘座駕離開律政中心，沒有回應記者提問。

### 29日

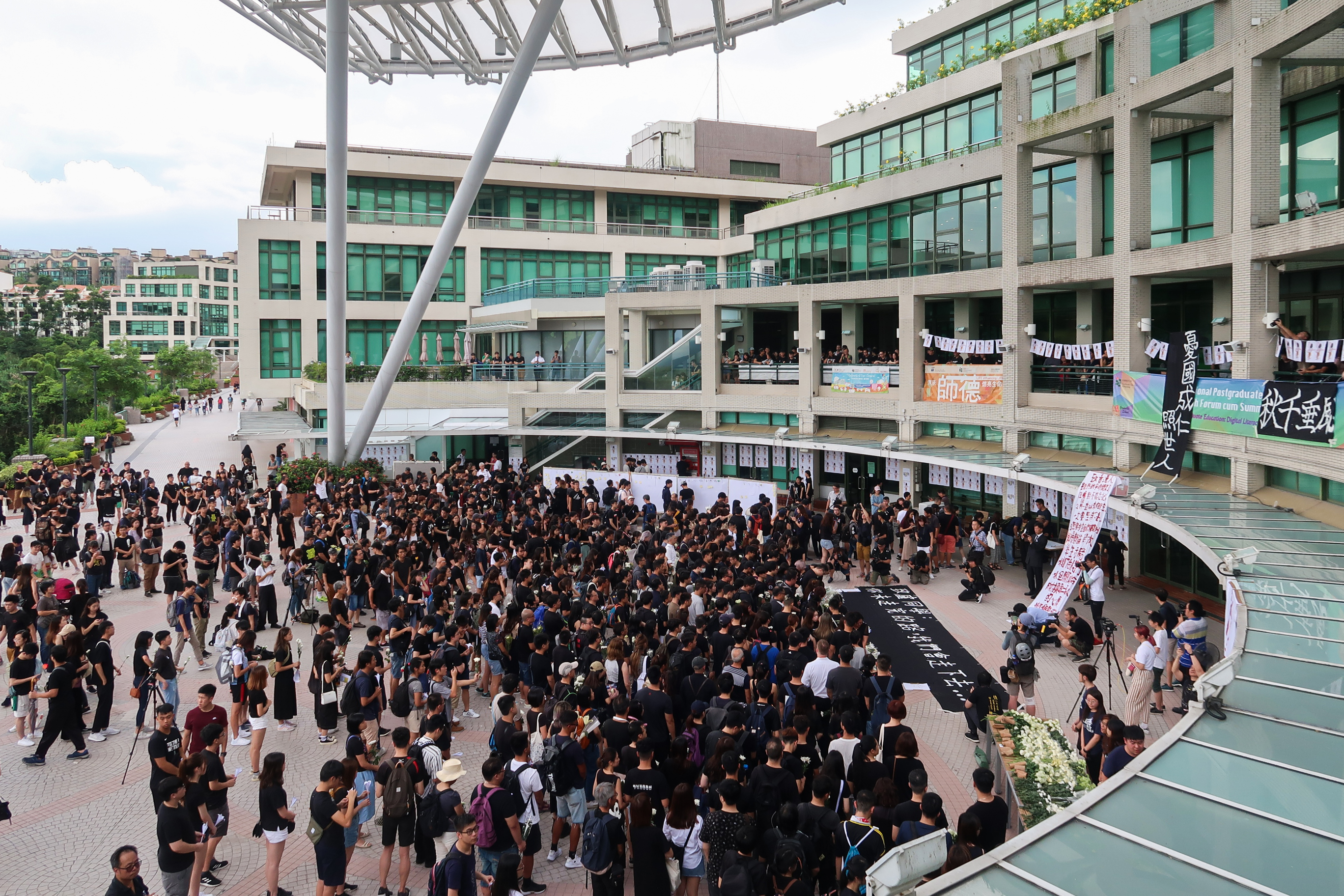
6月30日下午3時30分，香港教育大學的中央廣場舉行悼念儀式，有逾千名教大師生、校友、教職員及市民參與

下午3時30分左右，一名21歲名為盧曉欣的少女在粉嶺嘉福邨墜樓身亡，並在梯間牆壁留下「反修例」字句遺書，寫上「全面撒回條例」，「收回暴動論」，「釋放學生示威者」，「林鄭下台」，「嚴懲警方」五項訴求。警方封鎖現場後，用帳篷遮蓋遺體、登樓調查，並在24樓梯間牆身發現有死者署名、寫有反修例的字句。有關字句其後被警方用膠袋遮掩香港教育大學亦於6月30日舉行校內悼念儀式，約300人到場參與。

### 30日
29歲的文員鄔幸恩（Zhita Wu）在中環國際金融中心商場4樓平台墮下，倒卧在民祥街，延至晚上9時搶救後不治。據了解，死者在墮樓前，曾在個人Facebook留下遺言，提及對所有的事情心灰意冷，情緒負面。她亦交代身後事，包括安排海葬及捐贈器官。死者未婚夫得悉消息後，隨即在facebook發文，「I love you，Rip」。